# Bellardia trixago
Bellardia trixago (L.) All. è una pianta da fiore della famiglia delle Orobanchaceae. Questa pianta è originaria del bacino del Mediterraneo, ma è conosciuta e fatta crescere in altri luoghi con climi simili, come la California ed il centro del Cile, dove è una specie introdotta ed infestante, e perciò nociva.
Il nome Bellardia è stato scelto in onore del botanico italiano Carlo Antonio Lodovico Bellardi (1741–1826).

## Descrizione
Si tratta di una pianta eretta, che spesso raggiunge e supera il mezzo metro di altezza. La sua chioma è verde chiaro e lucido.
Le foglie si estendono circa a metà del fusto, con la metà superiore del gambo occupata con una infiorescenza, ingrossata alla base.
L'infiorescenza ha file di brattee, tra le quali emergono vistosi fiori viola e bianco, incappucciati, ciascuno lungo più di due centimetri.
Il frutto è piccolo, liscio, marroncino, avvolto da una dura capsula verde.